# Trois beautés de notre temps
Trois beautés de notre temps (当時三美人, Tōji San Bijin) est une estampe couleur nishiki-e réalisée vers 1792-1793 par l'artiste japonais d'ukiyo-e Utamaro. La composition triangulaire représente les bustes de trois « beautés » (bijin) célèbres de l'époque : la geisha Tomimoto Toyohina et les serveuses de salon de thé Naniwa Kita et Takashima Ohisa.
L'œuvre est également connue sous les titres Trois beautés de l'ère Kansei (寛政三美人, Kansei San Bijin) et Trois beautés célèbres (高名三美人, Kōmei San Bijin).

Portraits séparés des trois beautés par Utamaro
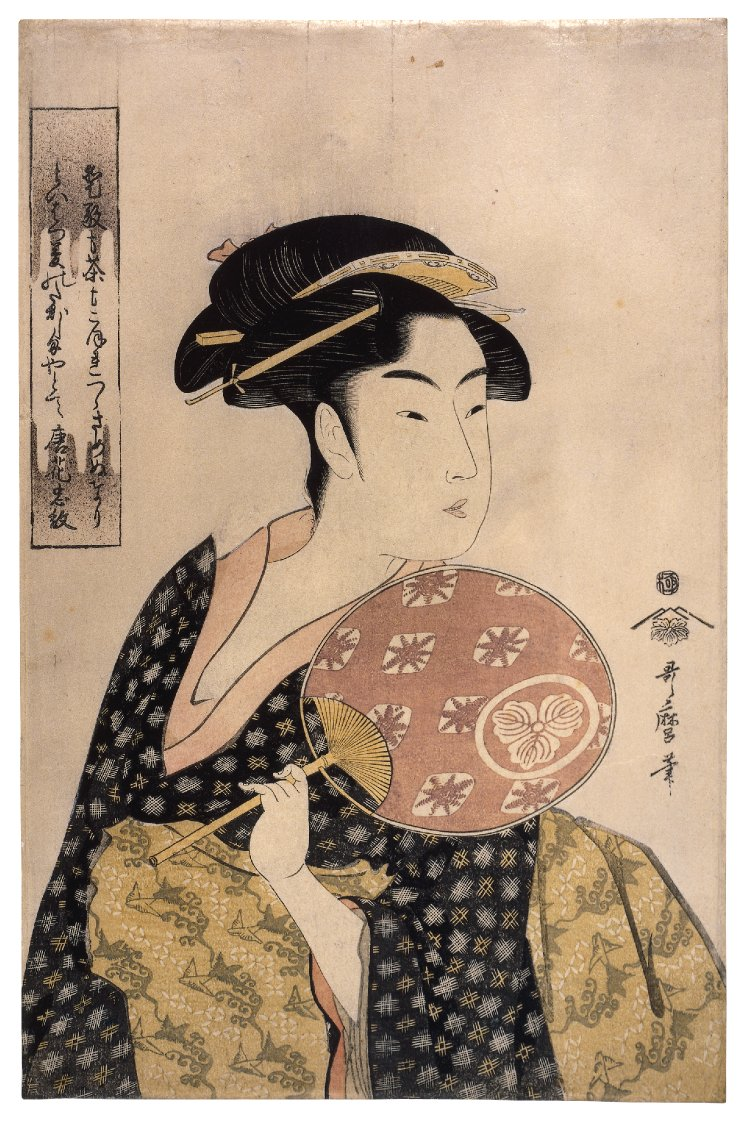
Takashima Hisa, vers 1792–1793.
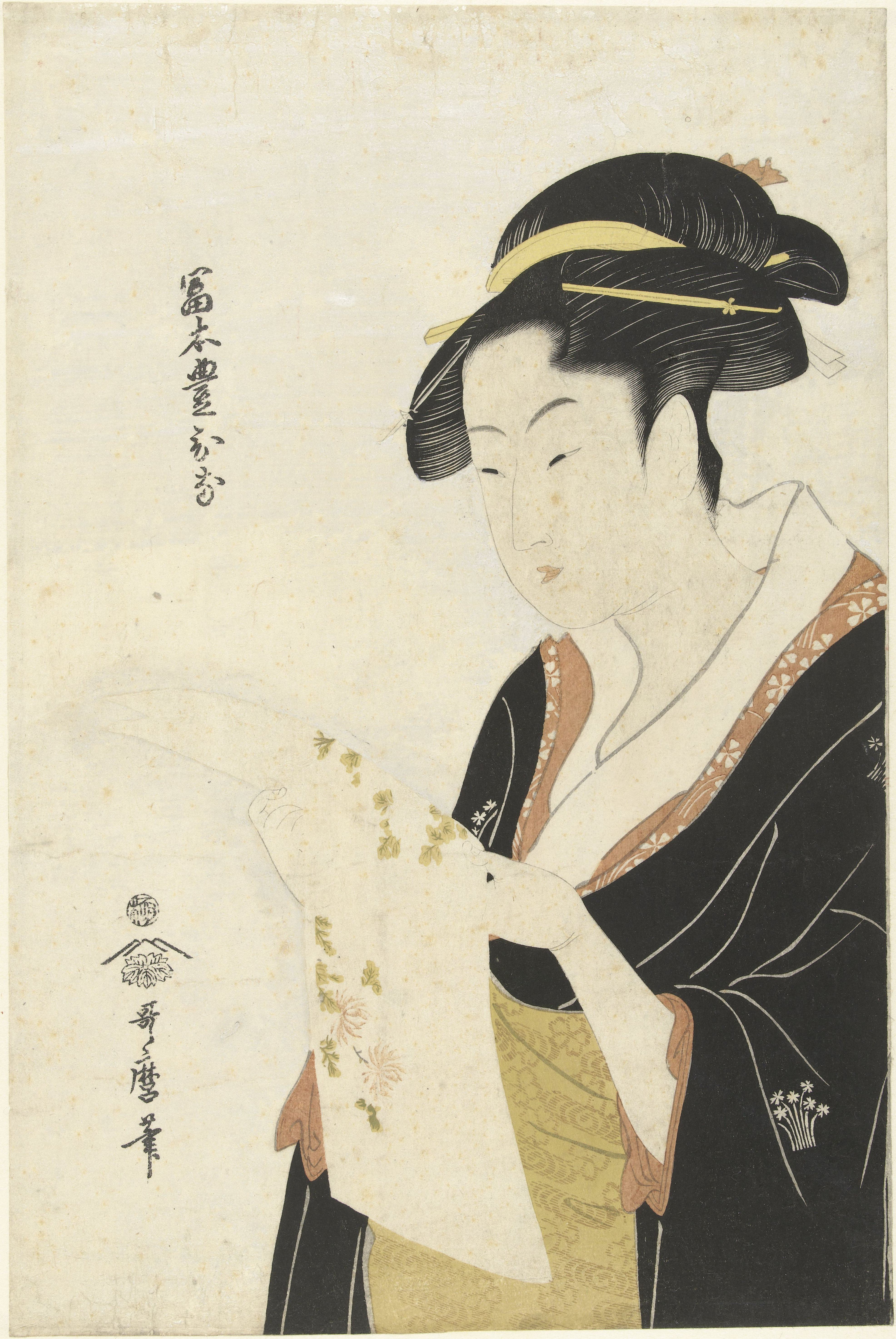
Tomimoto Toyohina, vers 1792–1796.
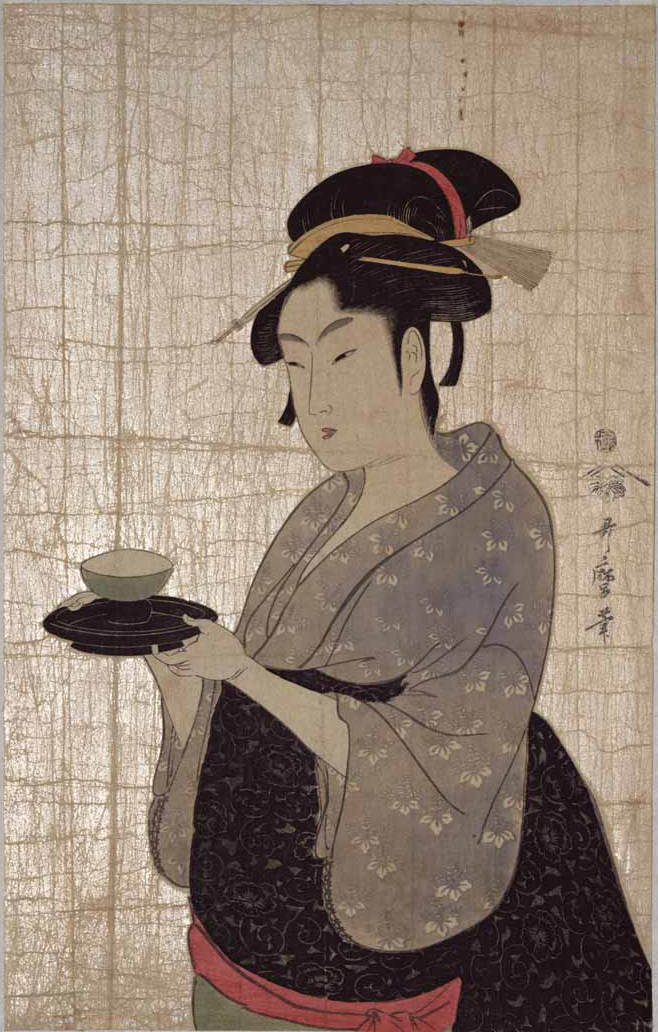
Naniwa Kita, vers 1793.

Dans les années 1790, Utamaro est le principal artiste ukiyo-e du genre bijin-ga d'images de belles femmes. En effet, il accorde un grand intérêt à la beauté idéale ainsi qu'a l'être féminin. Il est connu pour ses ōkubi-e qui se concentrent sur les têtes. Les trois modèles des Trois beautés de notre temps sont des sujets fréquents de l'art du portrait d'Utamaro. Chaque figure dans l’œuvre est ornée d'un blason familial d'identification.
Les portraits sont idéalisés et à première vue les visages semblent similaires mais de subtiles différences se remarquent dans leurs traits et expressions - niveau de réalisme inhabituel dans l'ukiyo-e de l'époque et en contraste avec les beautés stéréotypées des premiers maîtres tels que Harunobu et Kiyonaga. L'impression de luxe a été publiée par Tsutaya Jūzaburō et faite avec plusieurs planches de bois, une pour chaque couleur, et l'arrière-plan a été saupoudré de muscovite pour produire un effet scintillant. Il semble avoir été très populaire et le positionnement triangulaire est devenu une vogue dans les années 1790. Utamaro a produit plusieurs autres images avec le même agencement des trois mêmes beautés et toutes les trois sont parues dans de nombreux autres portraits par Utamaro et d'autres artistes.

## Contexte
L'art de l'ukiyo-e s’épanouit au Japon durant l'époque d'Edo du XVIIe au XIXe siècle et prend comme thèmes principaux les oiran (courtisanes), les acteurs du théâtre kabuki et autres personnalités associées au style de vie du « monde flottant » des districts de plaisir. En plus des peintures, les impressions sur bois sont une forme majeure du genre. Au milieu du XVIIIe siècle, les impressions nishiki-e tout en couleur deviennent courantes et sont réalisées en utilisant un grand nombre de blocs de bois, un pour chaque couleur. Vers la fin du XVIIIe siècle, il y a un pic à la fois dans la qualité et la quantité d’œuvres produites. Un genre de premier plan est le bijin-ga, ou « images de beautés », qui représentent le plus souvent des courtisanes et des geisha à leurs loisirs et font la promotion des divertissements qui se trouvent dans les quartiers de plaisir.
Katsukawa Shunshō introduit les ōkubi-e, « image à grosse tête » dans les années 1760. Lui et d'autres membres de l'école Katsukawa tels que Shunkō popularisent la forme pour les gravures yakusha-e d'acteurs ainsi que le saupoudrage de mica dans les arrière-plans afin de produire un effet de scintillement. Kiyonaga est le portraitiste par excellence des beautés dans les années 1780 et les grandes, gracieuses beautés dans son œuvre ont une grande influence sur Kitagawa Utamaro (c. 1753–1806) qui lui succèdera en renommée. Utamaro étudie auprès de Toriyama Sekien (1712–1788) qui s'est lui-même formé à l'école Kanō de peinture. Vers 1782, Utamaro travaille pour l'éditeur Tsutaya Jūzaburō.
En 1791, Tsutaya publie trois livres de Santō Kyōden dans le genre sharebon de contes humoristiques d'aventures survenues dans les quartiers de plaisir. Les estimant trop frivoles, le gouvernement militaire punit l'auteur de cinquante jours de menottes et impose à l'éditeur une amende d'un montant égal à la moitié de ses biens. Sa chance se retrouve peu après avec un nouveau succès : Utamaro commence à produire les premiers bijin ōkubi-e, adaptant les ōkubi-e au genre bijin-ga de portraits de beautés. Leur popularité restaure la fortune de Tsutaya et crée celle d'Utamaro dans les années 1790.

## Description et analyse
Considérée comme l'un des premières œuvres représentatives d'Utamaro, les Trois beautés de notre temps représentent les bustes de trois célèbres beautés des années 1790 à Edo (aujourd'hui Tokyo). Les sujets de Utamaro ne sont pas des courtisanes, comme on s'y attendrait dans l'ukiyo-e, mais des jeunes femmes connues à Edo pour leur beauté. Ces trois jeunes femmes sont de fréquents sujets de l'art d'Utamaro et apparaissent souvent ensemble. Chacune est identifiée par un blason familial qui lui est associé.
Au centre se tient Tomimoto Toyohina, fameuse geisha de la maison Tamamuraya dans le district Yoshiwara des plaisirs. Elle est surnommée Tomimoto car elle s'est fait un nom en jouant de la musique tomimoto-bushi (富本節) au shamisen. Comme les deux autres modèles, ses cheveux sont coiffés dans le style à la mode Shimada populaire à l'époque. Mais en contraste avec les vêtements de filles des salons de thé des deux autres modèles, elle est habillée dans le style plus voyant des geisha. La manche de son kimono porte un motif de primevère japonaise qui est la crête Tomimoto. La date de naissance de Toyohina est inconnue.
À droite se trouve Naniwaya Kita aussi connue sous le nom O-Kita, fille bien connue d'un propriétaire d'ochaya (maison de thé) à Asakusa près du Sensō-ji. Elle passe pour avoir quinze ans sur ce portrait sur lequel elle porte un kimono noir à motif et tient un éventail uchiwa imprimé avec son emblème familial, une crête de paulownia.
À gauche se tient Takashima Hisa (高しまひさ () ou O-Hisa, de Yagenbori dans le quartier Ryōgoku. Elle est la fille ainée de Takashima Chōbei, le propriétaire d'un salon de thé en bordure de route à son domicile appelé Senbeiya dans lequel travaille Hisa ce qui attire les clients. La tradition lui attribue seize ans lorsque le portrait est fait et il y a une différence subtilement perceptible en maturité dans les visages des deux jeunes filles de salon de thé. Elle porte une serviette sur l'épaule gauche et un blason d'identification à trois feuilles d'un chêne de daimyo orne son kimono.

Crêtes des trois beautés
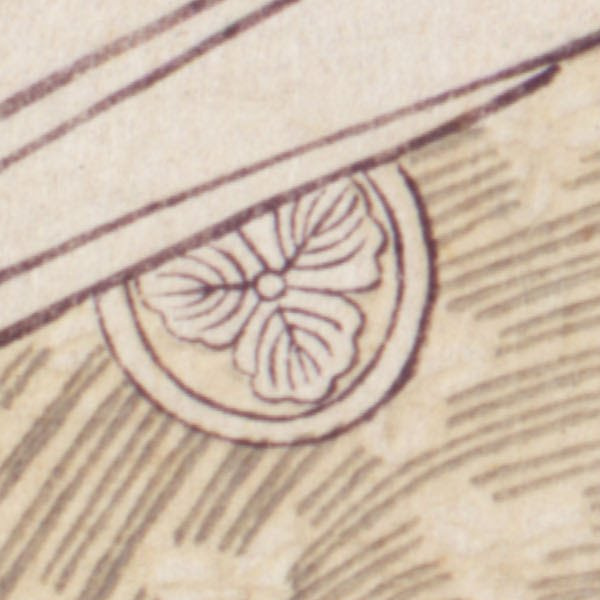
Blason à trois feuilles de chêne de Hisa.
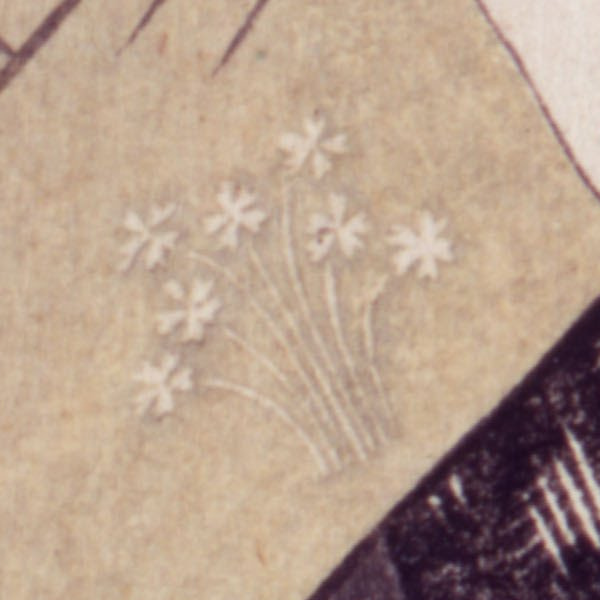
Blason de primevère du Japon de Toyohina.
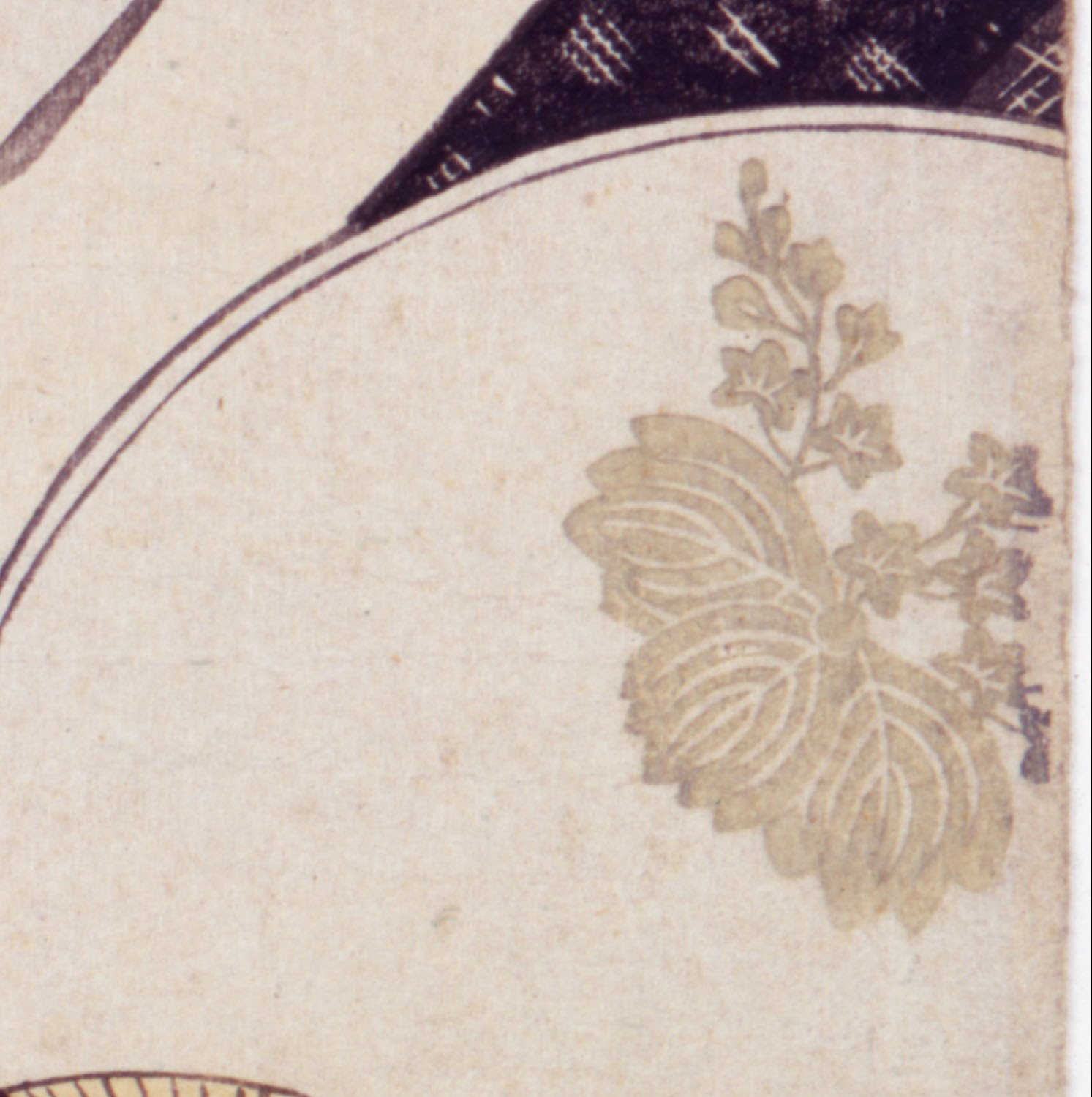
Blason paulownia de Kita.

Plutôt que de tenter de saisir un portrait réaliste des trois filles, Utamaro idéalise leurs ressemblances. Pour de nombreux observateurs, les visages ici et dans d'autres portraits de l'époque semblent peu individués ou peut-être pas du tout. D'autres insistent sur les différences subtiles qui distinguent les trois modèles selon les formes de la bouche, du nez et des yeux. Kita a les joues rebondies et une expression innocente, ses yeux sont en amande et l'arête de son nez est haute. Hisa a une expression fière, plus rigide et l'arête de son nez est plus basse et ses yeux plus ronds que ceux de Kita. Les traits de Toyohina se situent entre les deux et elle a l'air d'être plus âgée et plus intellectuelle.
L'impression, qui se présente au format ōban vertical de 37,9 × 24,9 cm, est un nishiki-e — tirage ukiyo-e tout en couleur réalisé à partir de plusieurs planches de bois, une pour chaque couleur ; les blocs encrés sont pressés sur du papier washi fait à la main. Pour produire un effet de scintillement le fond est saupoudré de muscovite, une variété de mica. L'image relève des genres bijin-ga (« portraits de beautés ») et ōkubi-e (« images de grosses têtes »), Utamaro étant un pionnier de ce dernier auquel il est fortement associé.
La composition des trois visages est triangulaire, arrangement traditionnel que Tadashi Kobayashi compare à Les trois dégustateurs de vinaigre dans lequel Confucius, Gautama Buddha et Laozi symbolisent l'unité du confucianisme, du bouddhisme et du taoïsme. De la même façon, écrit Kobayashi, Utamaro démontre l'unité des trois beautés en compétition sur la gravure.

## Publication et postérité

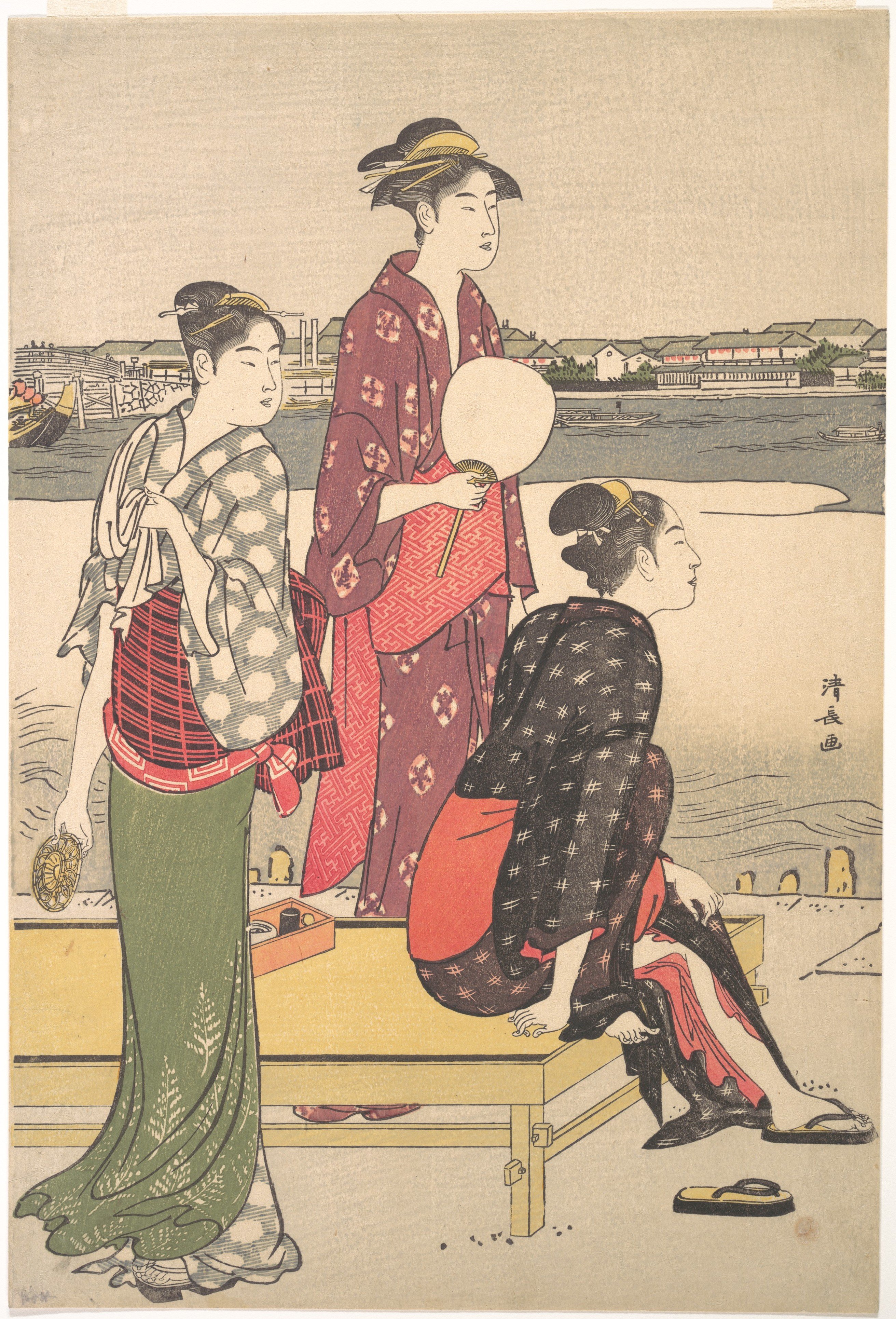
Les grandes et gracieuses beautés des gravures de Kiyonaga exercent une influence sur Utamaro.
Soirée sur les rives de la Sumida-gawa (moitié droite d'un diptyque), fin du XVIIIe siècle

La gravure est conçue par Utamaro et publiée par Tsutaya Jūzaburō au cours de la quatrième ou cinquième année de l'ère Kansei (c. 1792–93),. Le sceau de l'imprimeur Tsutaya est imprimé sur la gauche au-dessus de la tête de Hisa et le sceau rond du censeur apparaît au-dessus. La signature d'Utamaro est imprimée en bas à gauche.
Fumito Kondō considère la gravure révolutionnaire. Des visages si expressifs, si individualisés ne se trouvent pas dans les personnages stéréotypés des œuvres des prédécesseurs d'Utamaro tels que Harunobu et Kiyonaga et c'est la première fois dans l'histoire de l'ukiyo-e que les beautés proviennent de la population urbaine plutôt que des quartiers de plaisir.
Des documents indiquent que Kita était placée très haut dans le classement des salons de thé et que les fans curieux envahissaient le salon de thé de son père. Il est rapporté que cette situation l'a amenée à devenir arrogante et à cesser de servir le thé à moins d'y être appelée. Hisa semble avoir été moins populaire et moins bien classée mais encore très populaire cependant- un riche marchand en offre 1 500 ryō mais ses parents refusent et elle continue à travailler dans leur salon de thé. Utamaro profite de cette rivalité dans son art, allant jusqu'à représenter les deux beautés de salon de thé dans des poses antagonistes et autres compétitions, avec des divinités associées avec leurs quartiers les soutenant : la divinité gardienne bouddhiste Acala est associée à Yagenbori et soutient Hisa ; Guanyin, la déesse de la clémence, est associée au Sensō-ji à Asakusa et soutient Kita.
Le positionnement triangulaire de trois visages devient en vogue dans les gravures du milieu des années 1790. Les « Trois beautés de l'ère Kansei » se réfèrent normalement aux trois qui apparaissent sur ce tirage ; à l'occasion, Utamaro remplace Toyohina par Kikumoto O-Han. Utamaro place les trois beautés dans la même composition trois ou quatre ans plus tard sur une gravure intitulée Trois beautés. Hisa y tient une soucoupe de tasse de thé à la main gauche plutôt qu'un mouchoir et Kita tient son éventail à deux mains. Pour Eiji Yoshida, les visages de cette gravure manquent de la personnalité qui faisait le charme de la précédente. Yoshida pense moins des personnalités indifférenciées d'une gravure ultérieure, Trois beautés portant des sacs de collation publiée par Yamaguchiya. Les trois posent de nouveau fois dans la même composition mais tiennent des sacs de collation. Preuve de leur popularité, les trois modèles apparaissent souvent dans les œuvres d'autres artistes et Utamaro continue de les employer pour d'autres gravures, individuellement ou en paires.
Il n'existe aucune trace de chiffres de ventes de l'ukiyo-e à l'époque durant laquelle la gravure a été faite. Déterminer la popularité d'une impression nécessite des moyens indirects dont l'un est de comparer les différences dans les copies qui nous sont parvenues. Plus il y a de copies imprimées par exemple, plus les tablettes s'usent, résultant en une perte de clarté de la ligne et des détails. Un autre exemple est que la plupart des éditeurs ont modifié les blocs pour des tirages ultérieurs. Les chercheurs utilisent des indices tels que ceux-ci afin de déterminer si les gravures ont été fréquemment réimprimées, signe de la popularité de l'impression. Le tirage original des Trois beautés de notre temps porte le titre dans en forme de signet dans le coin supérieur droit avec les noms des trois beautés à sa gauche. Seuls deux exemplaires de cet état nous sont parvenus. Ils sont conservés dans la collection du Musée des beaux-arts de Boston et dans celle du musée Koishikawa de l'ukiyo-e à Tokyo. Aux impressions ultérieures manquent le titre, les noms des beautés, ou les deux, et la position des sceaux de l'éditeur et de la censure varient légèrement. Les raisons de ces changements sont l'objet de spéculations : les beautés peuvent s'être dispersées ou leurs renommées respectives peuvent s'être dissipées. En se fondant sur des indices tels que ces changements, les chercheurs pensent que cette gravure a été un succès populaire pour Utamaro et Tsutaya.
- Trois beautés de la période Kwansei (vers 1791), Gravure sur bois; encre et couleur sur papier, 39 × 26 cm, Metropolitan Museum, New York[28]
- Trois femmes avec des papiers de sucreries (1789-1801), Gravure sur bois (nishiki-e); encre et couleur sur paper, Minneapolis Institute of Art[29]
- Trois beautés: Okita, Ohisa et Toyohina (1792–1793), Gravure sur bois (nishiki-e); encre et couleur sur papier, ô-ôban 33 × 44 cm, Museum of Fine Arts, Boston[30]. Beaucoup de texte en japonais autour de la composition.
- Trois beautés de notre temps (1793), estampe Oban, nishiki-e, fonds micacé, Musée Guimet[31]
- Trois beautés de notre temps (vers 1793), Gravure sur bois de couleur moyenne avec de la poussière de mica, 39 × 26 cm, Musée d'art de Toledo[32]. Des variations apparaissent dans les impressions tardives : les noms sont absents sur cette copie.

Portraits en groupe des trois beautés de l'ère Kansei d'Utamaro
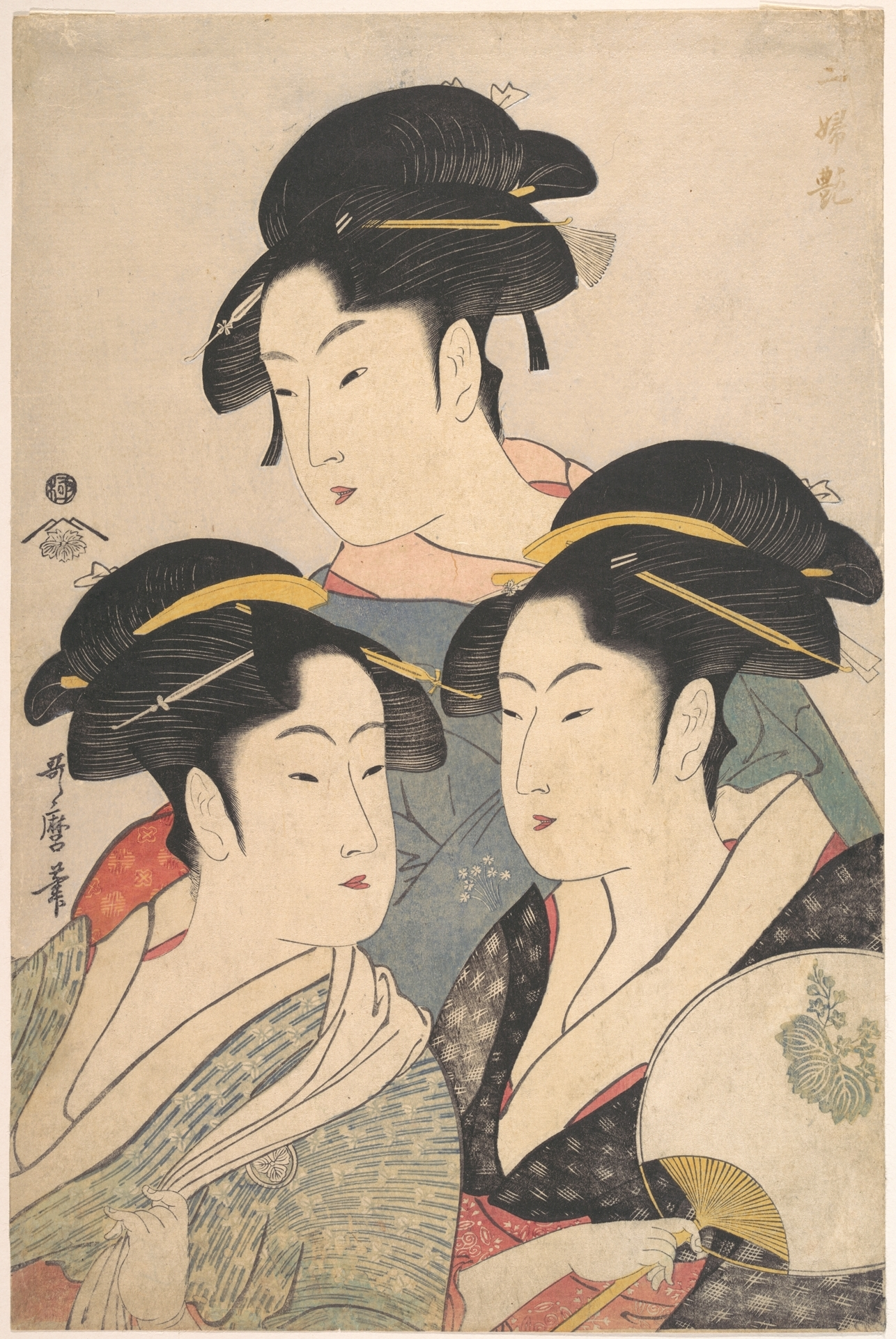
Trois beautés de la période Kwansei (vers 1791) Metropolitan Museum
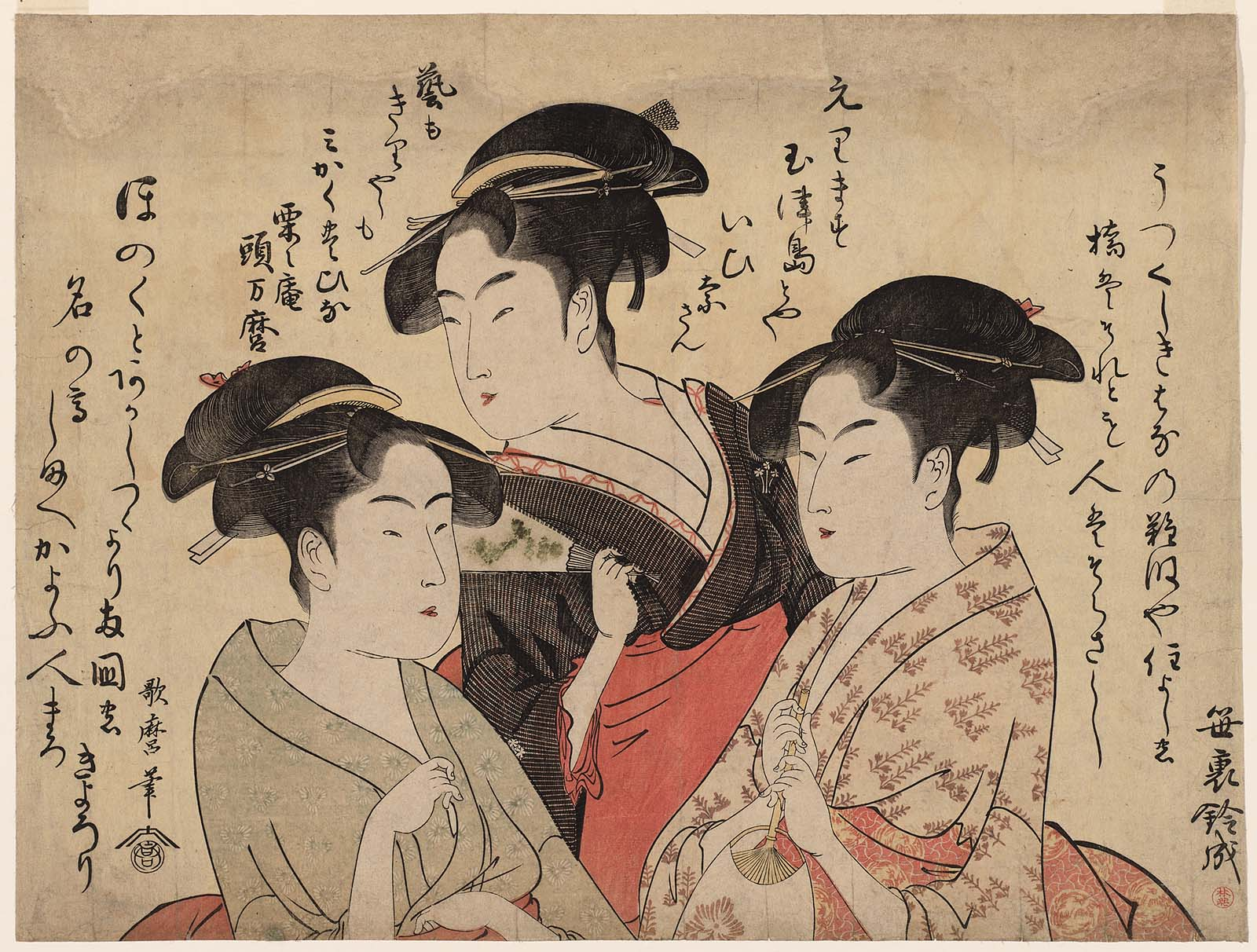
Trois Beautés (1792–93) Museum of Fine Arts, Boston
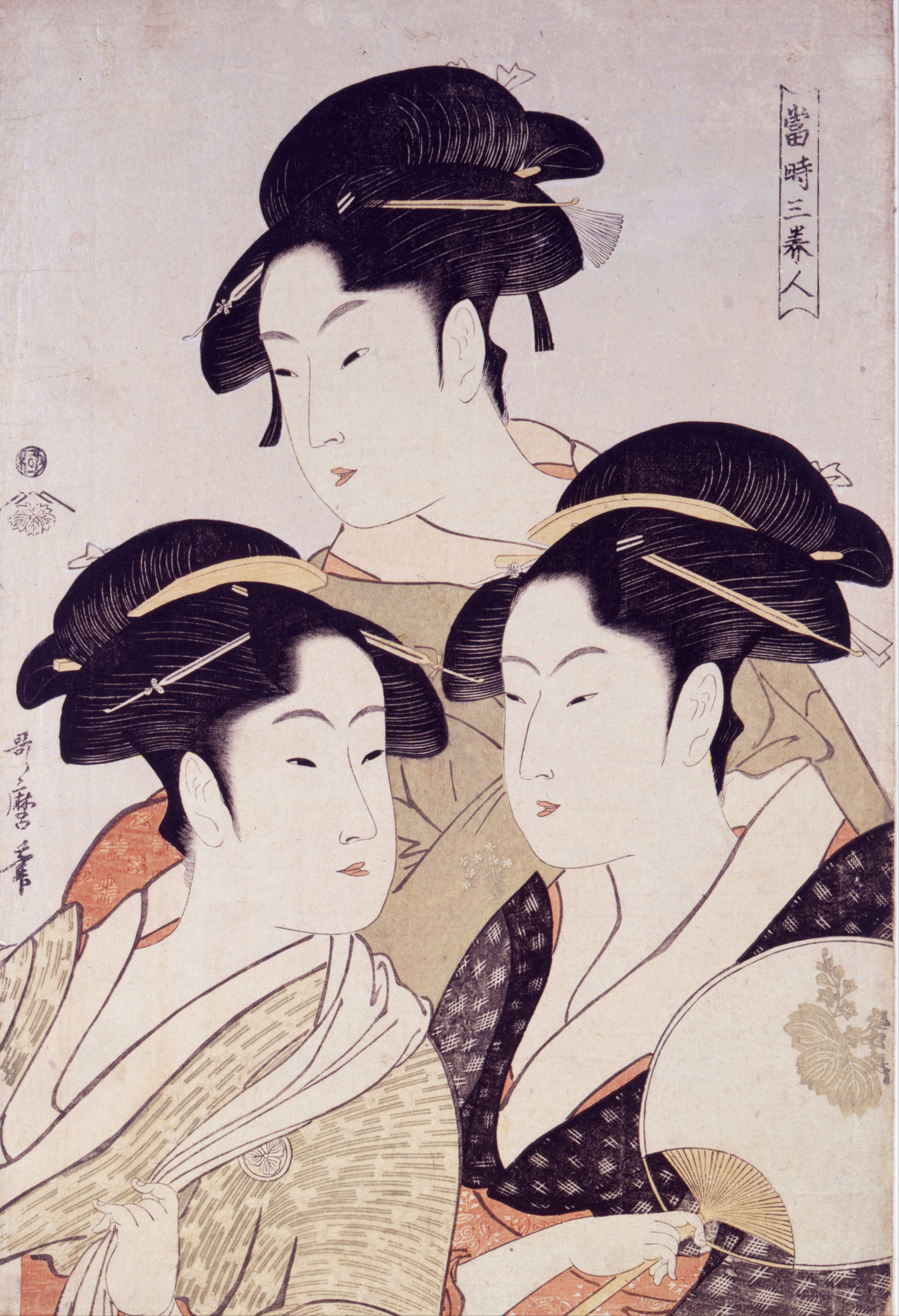
(vers 1793) musée d'art de Toledo
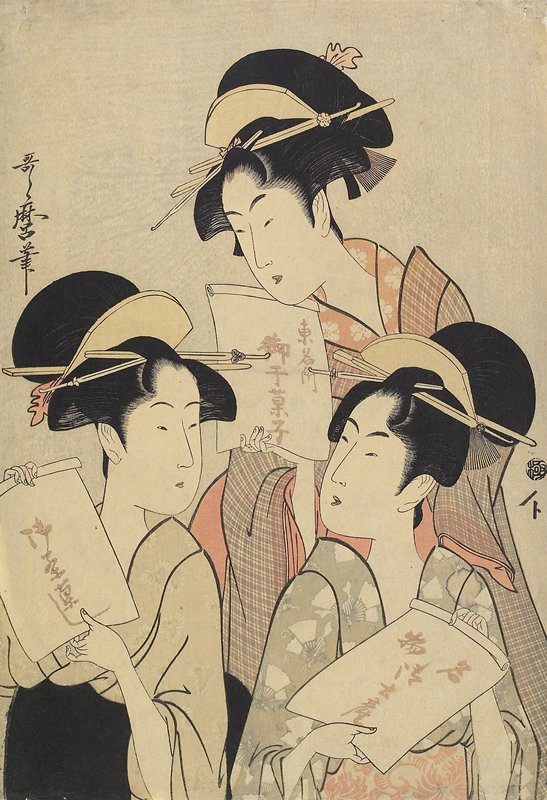
Trois beautés portant des sacs de sucreries (fin des années 1790) Minneapolis Institute of Art